# Dreiband-Europameisterschaft der Junioren 2002

Logo CEB (ausrichtender Verband)

Die Dreiband-Europameisterschaft der Junioren 2002 war ein Turnier in der Karambolagedisziplin Dreiband und fand vom 15. bis 17. Februar in Löwen statt.

## Modus
Gespielt wurde mit 16 Teilnehmern in vier Gruppen à vier Spielern im Round-Robin-Modus. Die beiden Gruppenbesten qualifizierten sich für das Viertelfinale. Bei Punktegleichheit zählte der direkte Vergleich. Die Partiedistanz betrug zwei Gewinnsätze à 15 Punkte.

## Qualifikation
| Abschlusstabelle Gruppe A | Abschlusstabelle Gruppe A | Abschlusstabelle Gruppe A | Abschlusstabelle Gruppe A | Abschlusstabelle Gruppe A | Abschlusstabelle Gruppe A | Abschlusstabelle Gruppe A | Abschlusstabelle Gruppe A | Abschlusstabelle Gruppe A |
| Platz                     | Name                      | PP                        | SP                        | Pkte                      | Aufn.                     | GD                        | BED                       | HS                        |
| ------------------------- | ------------------------- | ------------------------- | ------------------------- | ------------------------- | ------------------------- | ------------------------- | ------------------------- | ------------------------- |
| 1                         | Peter Ceulemans           | 6                         | 6:0                       | 90                        | 83                        | 1,084                     | 1,500                     | 7                         |
| 2                         | Stéphane Schillinger      | 4                         | 4:3                       | 59                        | 67                        | 0,880                     | 0,951                     | 5                         |
| 3                         | Jarno Klompenhouwer       | 2                         | 3:4                       | 87                        | 104                       | 0,836                     | 1,034                     | 8                         |
| 4                         | Philipp Laklin            | 0                         | 0:6                       | 20                        | 47                        | 0,425                     | -                         | 3                         |

| Abschlusstabelle Gruppe B | Abschlusstabelle Gruppe B | Abschlusstabelle Gruppe B | Abschlusstabelle Gruppe B | Abschlusstabelle Gruppe B | Abschlusstabelle Gruppe B | Abschlusstabelle Gruppe B | Abschlusstabelle Gruppe B | Abschlusstabelle Gruppe B |
| Platz                     | Name                      | PP                        | SP                        | Pkte                      | Aufn.                     | GD                        | BED                       | HS                        |
| ------------------------- | ------------------------- | ------------------------- | ------------------------- | ------------------------- | ------------------------- | ------------------------- | ------------------------- | ------------------------- |
| 1                         | Filipos Kasidokostas      | 6                         | 6:0                       | 90                        | 82                        | 1,097                     | 1,428                     | 6                         |
| 2                         | Frédéric Mottet           | 4                         | 4:3                       | 87                        | 123                       | 0,707                     | 0,807                     | 11                        |
| 3                         | Mehmet Can Çapak          | 2                         | 2:4                       | 74                        | 116                       | 0,637                     | 0,588                     | 5                         |
| 4                         | Pedro Pais                | 0                         | 1:6                       | 55                        | 121                       | 0,454                     | -                         | 4                         |

| Abschlusstabelle Gruppe C | Abschlusstabelle Gruppe C | Abschlusstabelle Gruppe C | Abschlusstabelle Gruppe C | Abschlusstabelle Gruppe C | Abschlusstabelle Gruppe C | Abschlusstabelle Gruppe C | Abschlusstabelle Gruppe C | Abschlusstabelle Gruppe C |
| Platz                     | Name                      | PP                        | SP                        | Pkte                      | Aufn.                     | GD                        | BED                       | HS                        |
| ------------------------- | ------------------------- | ------------------------- | ------------------------- | ------------------------- | ------------------------- | ------------------------- | ------------------------- | ------------------------- |
| 1                         | Jérémy Bury               | 6                         | 6:1                       | 104                       | 109                       | 0,954                     | 1,250                     | 5                         |
| 2                         | Alex Perez                | 4                         | 4:3                       | 86                        | 112                       | 0,767                     | 0,886                     | 6                         |
| 3                         | Edgar Meerwijk            | 2                         | 3:4                       | 85                        | 130                       | 0,653                     | 1,034                     | 4                         |
| 4                         | Miroslav Baca             | 0                         | 1:6                       | 44                        | 99                        | 0,444                     | -                         | 4                         |

| Abschlusstabelle Gruppe D | Abschlusstabelle Gruppe D | Abschlusstabelle Gruppe D | Abschlusstabelle Gruppe D | Abschlusstabelle Gruppe D | Abschlusstabelle Gruppe D | Abschlusstabelle Gruppe D | Abschlusstabelle Gruppe D | Abschlusstabelle Gruppe D |
| Platz                     | Name                      | PP                        | SP                        | Pkte                      | Aufn.                     | GD                        | BED                       | HS                        |
| ------------------------- | ------------------------- | ------------------------- | ------------------------- | ------------------------- | ------------------------- | ------------------------- | ------------------------- | ------------------------- |
| 1                         | Rubén Legazpi             | 4                         | 5:2                       | 97                        | 108                       | 0,898                     | 1,200                     | 5                         |
| 2                         | Philipp Leu               | 4                         | 4:3                       | 87                        | 131                       | 0,664                     | 0,759                     | 4                         |
| 3                         | Alain Houlman             | 2                         | 4:5                       | 92                        | 149                       | 0,617                     | 0,804                     | 4                         |
| 4                         | Balázs Léb                | 2                         | 2:5                       | 76                        | 139                       | 0,546                     | 0,880                     | 4                         |

## Endrunde
|  | Viertelfinale Spiel auf zwei Gewinnsätze | Viertelfinale Spiel auf zwei Gewinnsätze | Viertelfinale Spiel auf zwei Gewinnsätze | Viertelfinale Spiel auf zwei Gewinnsätze | Viertelfinale Spiel auf zwei Gewinnsätze | Viertelfinale Spiel auf zwei Gewinnsätze |                      |                 | Halbfinale Spiel auf zwei Gewinnsätze | Halbfinale Spiel auf zwei Gewinnsätze | Halbfinale Spiel auf zwei Gewinnsätze | Halbfinale Spiel auf zwei Gewinnsätze | Halbfinale Spiel auf zwei Gewinnsätze | Halbfinale Spiel auf zwei Gewinnsätze |      |      | Finale Spiel auf zwei Gewinnsätze | Finale Spiel auf zwei Gewinnsätze | Finale Spiel auf zwei Gewinnsätze | Finale Spiel auf zwei Gewinnsätze | Finale Spiel auf zwei Gewinnsätze | Finale Spiel auf zwei Gewinnsätze |
|  |                                          |                                          |                                          |                                          |                                          |                                          |                      |                 |                                       |                                       |                                       |                                       |                                       |                                       |      |      |                                   |                                   |                                   |                                   |                                   |                                   |
|  |                                          | SP                                       | Pkt.                                     | Auf.                                     | ED                                       | HS                                       |                      |                 |                                       |                                       |                                       |                                       |                                       |                                       |      |      |                                   |                                   |                                   |                                   |                                   |                                   |
|  |                                          | SP                                       | Pkt.                                     | Auf.                                     | ED                                       | HS                                       |                      |                 |                                       |                                       |                                       |                                       |                                       |                                       |      |      |                                   |                                   |                                   |                                   |                                   |                                   |
|  | Filipos Kasidokostas                     | 2                                        | 38                                       | 25                                       | 1,520                                    | 8                                        |                      |                 |                                       |                                       |                                       |                                       |                                       |                                       |      |      |                                   |                                   |                                   |                                   |                                   |                                   |
|  | Filipos Kasidokostas                     | 2                                        | 38                                       | 25                                       | 1,520                                    | 8                                        |                      | SP              | Pkt.                                  | Auf.                                  | ED                                    | HS                                    |                                       |                                       |      |      |                                   |                                   |                                   |                                   |                                   |                                   |
|  | Alex Perez                               | 1                                        | 29                                       | 24                                       | 1,208                                    | 4                                        |                      | SP              | Pkt.                                  | Auf.                                  | ED                                    | HS                                    |                                       |                                       |      |      |                                   |                                   |                                   |                                   |                                   |                                   |
|  | Alex Perez                               | 1                                        | 29                                       | 24                                       | 1,208                                    | 4                                        | Filipos Kasidokostas | 2               | 30                                    | 17                                    | 1,764                                 | 11                                    |                                       |                                       |      |      |                                   |                                   |                                   |                                   |                                   |                                   |
|  |                                          | SP                                       | Pkt.                                     | Auf.                                     | ED                                       | HS                                       | Filipos Kasidokostas | 2               | 30                                    | 17                                    | 1,764                                 | 11                                    |                                       |                                       |      |      |                                   |                                   |                                   |                                   |                                   |                                   |
|  |                                          | SP                                       | Pkt.                                     | Auf.                                     | ED                                       | HS                                       |                      | Rubén Legazpi   | 0                                     | 22                                    | 16                                    | 1,375                                 | 4                                     |                                       |      |      |                                   |                                   |                                   |                                   |                                   |                                   |
|  | Rubén Legazpi                            | 2                                        | 43                                       | 69                                       | 0,623                                    | 4                                        |                      | Rubén Legazpi   | 0                                     | 22                                    | 16                                    | 1,375                                 | 4                                     |                                       |      |      |                                   |                                   |                                   |                                   |                                   |                                   |
|  | Rubén Legazpi                            | 2                                        | 43                                       | 69                                       | 0,623                                    | 4                                        |                      |                 |                                       |                                       |                                       |                                       |                                       | SP                                    | Pkt. | Auf. | ED                                | HS                                |                                   |                                   |                                   |                                   |
|  | Stéphane Schillinger                     | 1                                        | 33                                       | 69                                       | 0,478                                    | 4                                        |                      |                 |                                       |                                       |                                       |                                       |                                       | SP                                    | Pkt. | Auf. | ED                                | HS                                |                                   |                                   |                                   |                                   |
|  | Stéphane Schillinger                     | 1                                        | 33                                       | 69                                       | 0,478                                    | 4                                        | Filipos Kasidokostas | 0               | 23                                    | 19                                    | 1,210                                 | 4                                     |                                       |                                       |      |      |                                   |                                   |                                   |                                   |                                   |                                   |
|  |                                          | SP                                       | Pkt.                                     | Auf.                                     | ED                                       | HS                                       | Filipos Kasidokostas | 0               | 23                                    | 19                                    | 1,210                                 | 4                                     |                                       |                                       |      |      |                                   |                                   |                                   |                                   |                                   |                                   |
|  |                                          | SP                                       | Pkt.                                     | Auf.                                     | ED                                       | HS                                       |                      | Frédéric Mottet | 2                                     | 30                                    | 20                                    | 1,500                                 | 7                                     |                                       |      |      |                                   |                                   |                                   |                                   |                                   |                                   |
|  | Jérémy Bury                              | 1                                        | 21                                       | 24                                       | 0,875                                    | 5                                        |                      | Frédéric Mottet | 2                                     | 30                                    | 20                                    | 1,500                                 | 7                                     |                                       |      |      |                                   |                                   |                                   |                                   |                                   |                                   |
|  | Jérémy Bury                              | 1                                        | 21                                       | 24                                       | 0,875                                    | 5                                        |                      | SP              | Pkt.                                  | Auf.                                  | ED                                    | HS                                    |                                       |                                       |      |      |                                   |                                   |                                   |                                   |                                   |                                   |
|  | Frédéric Mottet                          | 2                                        | 34                                       | 25                                       | 1,360                                    | 11                                       |                      | SP              | Pkt.                                  | Auf.                                  | ED                                    | HS                                    |                                       |                                       |      |      |                                   |                                   |                                   |                                   |                                   |                                   |
|  | Frédéric Mottet                          | 2                                        | 34                                       | 25                                       | 1,360                                    | 11                                       | Frédéric Mottet      | 2               | 30                                    | 20                                    | 1,500                                 | 7                                     |                                       |                                       |      |      |                                   |                                   |                                   |                                   |                                   |                                   |
|  |                                          | SP                                       | Pkt.                                     | Auf.                                     | ED                                       | HS                                       | Frédéric Mottet      | 2               | 30                                    | 20                                    | 1,500                                 | 7                                     |                                       |                                       |      |      |                                   |                                   |                                   |                                   |                                   |                                   |
|  |                                          | SP                                       | Pkt.                                     | Auf.                                     | ED                                       | HS                                       |                      | Peter Ceulemans | 0                                     | 22                                    | 19                                    | 1,157                                 | 6                                     |                                       |      |      |                                   |                                   |                                   |                                   |                                   |                                   |
|  | Peter Ceulemans                          | 2                                        | 36                                       | 35                                       | 1,028                                    | 9                                        |                      | Peter Ceulemans | 0                                     | 22                                    | 19                                    | 1,157                                 | 6                                     |                                       |      |      |                                   |                                   |                                   |                                   |                                   |                                   |
|  | Peter Ceulemans                          | 2                                        | 36                                       | 35                                       | 1,028                                    | 9                                        |                      |                 |                                       |                                       |                                       |                                       |                                       |                                       |      |      |                                   |                                   |                                   |                                   |                                   |                                   |
|  | Philipp Leu                              | 1                                        | 28                                       | 35                                       | 0,800                                    | 4                                        |                      |                 |                                       |                                       |                                       |                                       |                                       |                                       |      |      |                                   |                                   |                                   |                                   |                                   |                                   |
|  | Philipp Leu                              | 1                                        | 28                                       | 35                                       | 0,800                                    | 4                                        |                      |                 |                                       |                                       |                                       |                                       |                                       |                                       |      |      |                                   |                                   |                                   |                                   |                                   |                                   |

Quellen:

## Abschlusstabelle
| MP    | Match Points (Sieger = 2; Unentschieden = 1; Verlierer = 0) |
| Pkte. | Erzielte Karambolagen                                       |
| Aufn. | Benötigte Versuche                                          |
| GD    | Generaldurchschnitt                                         |
| BED   | Bester Einzeldurchschnitt eines Spielers                    |
| HS    | Höchstserie                                                 |
|       | Bester GD des Turniers                                      |
|       | Bester ED des Turniers                                      |
|       | Beste HS des Turniers                                       |
|       | 1. Platz (Gold)                                             |
|       | 2. Platz (Silber)                                           |
|       | 3. Platz (Bronze)                                           |

| Endklassement              | Endklassement | Endklassement        | Endklassement | Endklassement | Endklassement | Endklassement | Endklassement | Endklassement | Endklassement |
| Phase                      | Platz         | Name                 | MP            | SV            | Pkt.          | Aufn.         | GD            | BED           | HS            |
| -------------------------- | ------------- | -------------------- | ------------- | ------------- | ------------- | ------------- | ------------- | ------------- | ------------- |
| Finale                     | 1             | Frédéric Mottet      | 10:2          | 10:4          | 181           | 188           | 0,962         | 1,500         | 11            |
| Finale                     | 2             | Filipos Kasidokostas | 10:2          | 10:3          | 181           | 143           | 1,265         | 1,764         | 11            |
| Halb- finale               | 3             | Peter Ceulemans      | 8:2           | 8:3           | 148           | 137           | 1,080         | 1,500         | 9             |
| Halb- finale               | 3             | Rubén Legazpi        | 6:4           | 7:5           | 162           | 193           | 0,839         | 1,200         | 7             |
| Viertel- finale            | 5             | Jérémy Bury          | 6:2           | 7:3           | 125           | 133           | 0,939         | 1,250         | 5             |
| Viertel- finale            | 6             | Alex Perez           | 4:4           | 5:5           | 115           | 136           | 0,845         | 0,886         | 6             |
| Viertel- finale            | 7             | Philipp Leu          | 4:4           | 5:5           | 115           | 166           | 0,692         | 0,759         | 4             |
| Viertel- finale            | 8             | Stéphane Schillinger | 4:4           | 5:5           | 92            | 136           | 0,676         | 0,951         | 5             |
| Gruppen- phase             | 9             | Alain Houlman        | 2             | 4:5           | 92            | 149           | 0,617         | 0,804         | 4             |
| Gruppen- phase             | 10            | Jarno Klompenhouwer  | 2             | 3:4           | 87            | 104           | 0,836         | 1,034         | 8             |
| Gruppen- phase             | 11            | Edgar Meerwijk       | 2             | 3:4           | 85            | 130           | 0,653         | 1,034         | 4             |
| Gruppen- phase             | 12            | Mehmet Can Çapak     | 2             | 2:4           | 74            | 116           | 0,637         | 0,588         | 5             |
| Gruppen- phase             | 13            | Balázs Léb           | 2             | 2:5           | 76            | 139           | 0,546         | 0,880         | 4             |
| Gruppen- phase             | 14            | Pedro Pais           | 0             | 1:6           | 55            | 121           | 0,454         | -             | 4             |
| Gruppen- phase             | 15            | Miroslav Baca        | 0             | 1:6           | 44            | 99            | 0,444         | -             | 4             |
| Gruppen- phase             | 16            | Philipp Laklin       | 0             | 0:6           | 20            | 47            | 0,425         | -             | 3             |
| Turnierdurchschnitt: 0,773 |               |                      |               |               |               |               |               |               |               |